# Веркёйл, Марк (2006)
Марк Томас Виллем Веркёйл (нидерл. Mark Thomas Willem Verkuijl; род. 10 февраля 2006) — нидерландский футболист, полузащитник клуба «Йонг Аякс».

## Клубная карьера
Марк начинал карьеру в детской команде клуба «ДОВО», из которой в 2014 году юный полузащитник вошёл в систему амстердамского «Аякса». 30 августа 2024 года Марк дебютировал за резервный состав клуба «Йонг Аякс», заменив Жорти Мокио на 68-й минуте матча Эрстедивизи против «Ден Босха». Всего в своём первом сезоне на взрослом уровне полузащитник принял участие в 24 встречах в рамках второй лиги Нидерландов.

## Карьера в сборной
Марк представляет Нидерланды на юношеском уровне с 2021 года. В составе юношеской сборной Нидерландов (до 19 лет) в 2025 году полузащитник принимал участие на юношеском чемпионате Европы. На этом турнире Марк провёл 4 матча из 5 (пропустив только последнюю игру группового этапа против сборной Англии), а его команда в конечном итоге стала чемпионом Европы.

## Достижения
Сборная Нидерландов (до 19 лет)
- Чемпион Европы (до 19 лет) (1): 2025